# Mount Eliza (berg i Australien, Western Australia, City of Perth)
Mount Eliza är ett berg i Australien. Det ligger i regionen City of Perth och delstaten Western Australia, nära delstatshuvudstaden Perth. Toppen på Mount Eliza är 78 meter över havet, eller 15 meter över den omgivande terrängen. Bredden vid basen är 0,72 km.
Runt Mount Eliza är det mycket tätbefolkat, med 1 754 invånare per kvadratkilometer.. Närmaste större samhälle är Perth, nära Mount Eliza. 
Runt Mount Eliza är det i huvudsak tätbebyggt. Genomsnittlig årsnederbörd är 1 018 millimeter. Den regnigaste månaden är maj, med i genomsnitt 176 mm nederbörd, och den torraste är februari, med 9 mm nederbörd.